# Licaria mexicana
Licaria mexicana är en lagerväxtart som först beskrevs av T. S. Brandegee, och fick sitt nu gällande namn av André Joseph Guillaume Henri Kostermans. Licaria mexicana ingår i släktet Licaria och familjen lagerväxter. Inga underarter finns listade i Catalogue of Life.